# Dyskinesi
Dyskinesi eller hemiballism är en samlingsbeteckning för olika tillstånd där kroppen eller en kroppsdel företar rörelser utan att viljan kan bemästra dem, vilket ofta utgör ett symptom på en sjukdom som hänger samman med problem i basala ganglierna. Till dyskinesier kan föras tremor, motorisk hyperaktivitet (hyperkinesi), katalepsi, ataxi, tics och psykomotorisk agitation. 